# ヨマリ

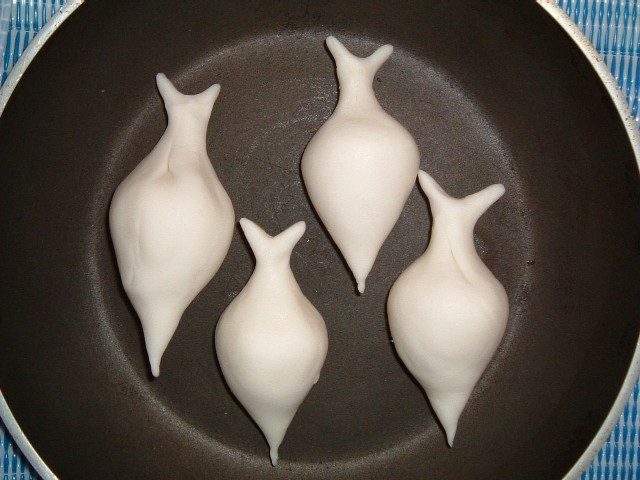
ヨマリ

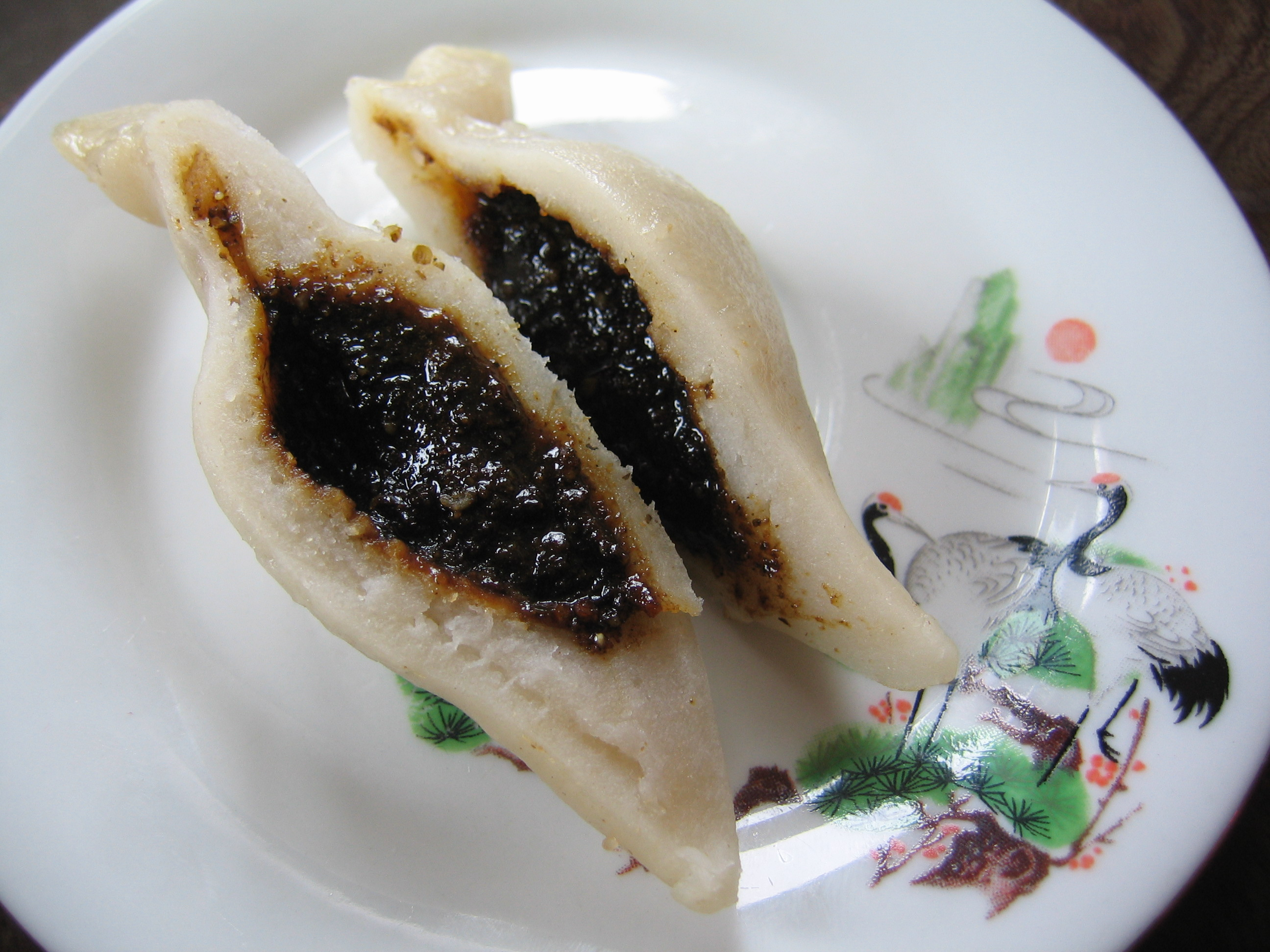
ヨマリのフィリング

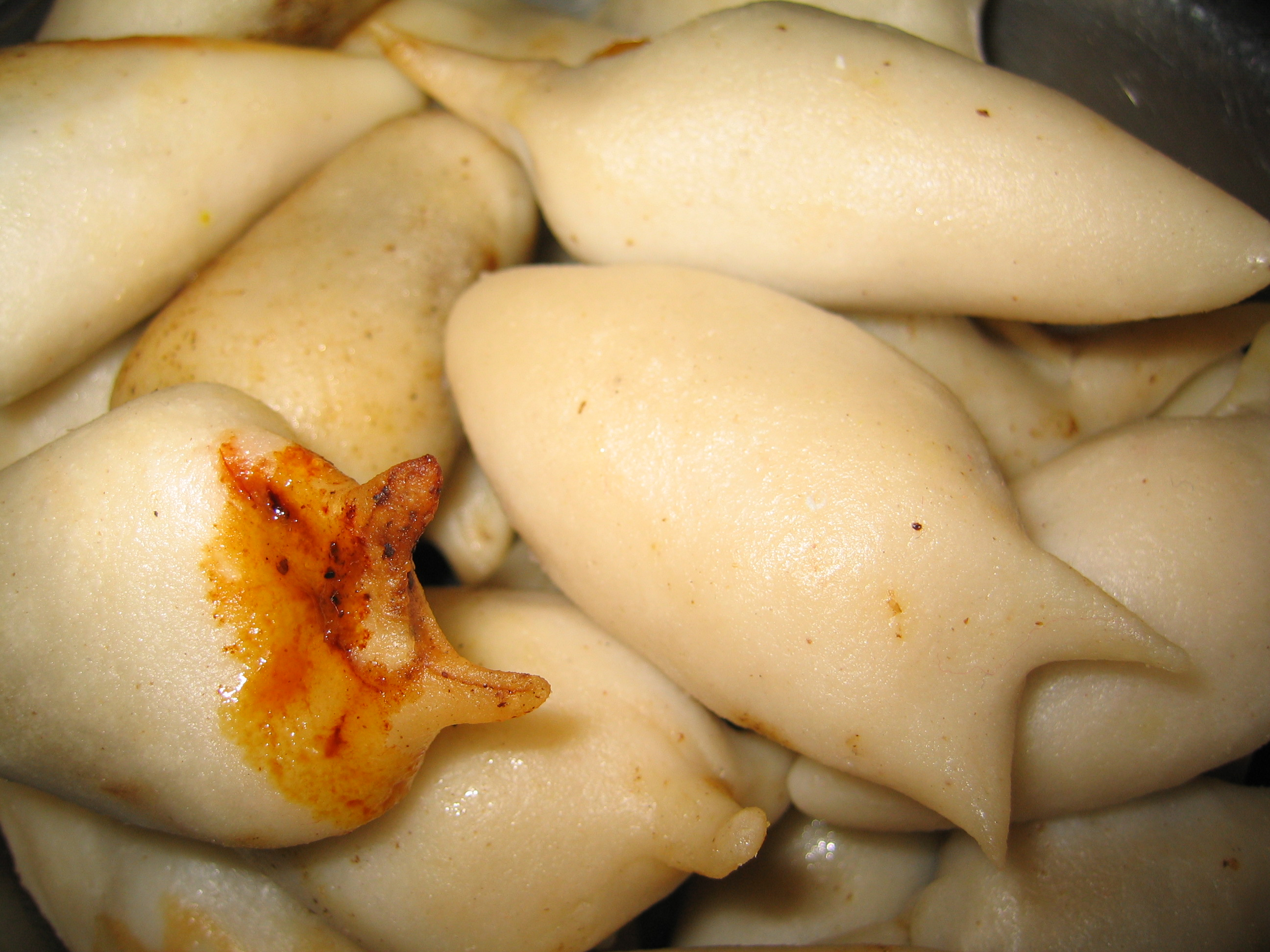
ヨマリ

ヨマリ(Yomari)は、ネパールのネワール族の料理である。蒸したダンプリングであり、チャク等の甘いフィリングを米粉の生地で包んで作る。ネワール族の社会で重要な意味を持っており、稲の収穫の終わりを祝うヨマリ・プニの祭りでは欠かせない。ヨマリの三角形の形は、サラスヴァティーと知恵を象徴するシャトコナの半分を表しているという者もいる。

## 語源
ネパール・バサ語で「好む」を意味するYaと「ごちそう/パン」を意味する'Mariを組み合わせた言葉である。つまりyamariの文字通りの意味は、「好まれる（人気のある）ごちそう」となる。

## 歴史
ヨマリ・プニの祭りは、今日のパナウティで始まったと言われている。スチャンドラとクリタという夫婦が自身の田から初めて米を収穫し、作ったものが今日ヨマリとして知られているものであるという神話がある。この新しい料理は村中に広がり、皆が好んだため、yamariと名付けられた。
この神話はさらに、同じ日に夫婦は、変装して通りかかった富と財宝の神クベーラにこの新しい料理を提供したとされている。この後、クーベラは自身の正体を明かし、夫婦に富を与えた。彼はまた、12月の満月の日に神と女神の形のヨマリを準備し、4日間を神に捧げる全ての者の貧困を取り除くと宣言した、と続いている。

## 祭り
ヨマリ・プニの祭りは、満月の2日目に祝われる。その間、ヨマリは保存しておき、その日には食べないことが求められる。4日目及び最終日に、人々はこれを神からの贈り物として食べ、祭りは終わりを告げる。